# 남북대로
남북대로(Nambuk-daero)는 경기도 평택시 고덕면 동고리 고덕 교차로와 용인시 처인구 마평동 마평 교차로를 잇는 경기도의 도로이다. 전 구간 국도 제45호선에 속한다.

## 연혁
- 2004년 12월 31일 : 이동 ~ 용인간 도로(안성시 양성면 이현리 ~ 용인시 마평동) 17.6km 구간 확장 개통, 기존 15.7km 구간 폐지[1]
- 2005년 6월 3일 : 평택시 고덕면 동고리 ~ 안성시 양성면 이현리 19.97km 구간 확장 개통, 기존 21.21km 구간 폐지[2]
- 2009년 8월 24일 : 2개 이상 시·군에 걸쳐있는 도로로 남북대로를 고시[3]

## 주요 경유지
경기도
- 평택시 (고덕면 · 지제동 · 모곡동 · 지제동 · 칠괴동 · 동삭동 · 칠괴동 · 칠원동 · 청룡동) - 안성시 (원곡면 · 양성면) - 용인시 처인구 (이동읍 · 남동 · 운학동 · 마평동)

## 노선
| 이름                                      | 접속 노선                                                  | 소재지                    | 소재지                       | 비고                                                       |
| ----------------------------------------- | ---------------------------------------------------------- | ------------------------- | ---------------------------- | ---------------------------------------------------------- |
| 고덕 교차로 (고덕교)                      | 국도 제38호선 국도 제45호선 (서동대로)                     | 평택시                    | 고덕면                       | 국도 제45호선 구간                                         |
| 궁논교 방축교                             |                                                            | 평택시                    | 고덕면                       | 국도 제45호선 구간                                         |
| 지제 교차로                               | 지제로                                                     | 평택시                    | 세교동                       | 국도 제45호선 구간                                         |
| 송탄 교차로 (송탄교)                      | 국도 제1호선 (경기대로)                                    | 평택시                    | 세교동                       | 국도 제45호선 구간                                         |
| 칠괴 교차로                               | 칠괴길                                                     | 평택시                    | 송탄동                       | 국도 제45호선 구간                                         |
| 동삭 교차로                               | 지방도 제317호선 (동삭로)                                  | 평택시                    | 송탄동                       | 국도 제45호선 구간                                         |
| 칠원 교차로                               | 새말로 수촌길                                              | 평택시                    | 송탄동                       | 국도 제45호선 구간                                         |
| 통복4교                                   |                                                            | 평택시                    | 비전동                       | 국도 제45호선 구간                                         |
| 청용 교차로 (청용1교)                     | 만세로                                                     | 평택시                    | 비전동                       | 국도 제45호선 구간                                         |
| 청용교                                    |                                                            | 평택시                    | 비전동                       | 국도 제45호선 구간                                         |
| 안성시                                    | 원곡면                                                     |                           |                              | 국도 제45호선 구간                                         |
| 안성시                                    | 원곡면                                                     | 서안성 나들목             | 40호선 평택제천고속도로      | 국도 제45호선 구간                                         |
| 안성시                                    | 원곡면                                                     | 칠곡교                    |                              | 국도 제45호선 구간                                         |
| 안성시                                    | 원곡면                                                     | 안성원곡물류단지          | 원곡물류단지1로              | 국도 제45호선 구간 용인 방향 진입 불가 평택 방향 진출 불가 |
| 안성시                                    | 원곡면                                                     | 칠곡 교차로 (칠곡육교)    | 만세로 원곡물류단지로 갈월길 | 국도 제45호선 구간                                         |
| 안성시                                    | 원곡면                                                     | 칠곡1교                   |                              | 국도 제45호선 구간                                         |
| 안성시                                    | 원곡면                                                     | 만세터널                  |                              | 국도 제45호선 구간 연장 1,461m                             |
| 안성시                                    | 양성면                                                     | 만세터널                  |                              | 국도 제45호선 구간 연장 1,461m                             |
| 안성시                                    | 양성터널                                                   |                           | 국도 제45호선 구간 연장 400m |                                                            |
| 안성시                                    | 동항교 양성교                                              |                           | 국도 제45호선 구간           |                                                            |
| 안성시                                    | 양성 교차로 (양성1교)                                      | 양성로                    | 국도 제45호선 구간           |                                                            |
| 안성시                                    | 도곡교 도곡1교 도곡2교                                     |                           | 국도 제45호선 구간           |                                                            |
| 안성시                                    | 이현 교차로 (이현교)                                       | 양성로 이현배티길         | 국도 제45호선 구간           |                                                            |
| 안성시                                    | 장서 교차로 (장서육교)                                     | 지방도 제314호선 (양성로) | 국도 제45호선 구간           |                                                            |
| 안성시                                    | 이동교                                                     |                           | 국도 제45호선 구간           |                                                            |
| 묘봉교                                    |                                                            | 용인시                    | 국도 제45호선 구간           | 처인구 이동읍                                              |
| 묘봉 교차로 (묘봉육교)                    | 국가지원지방도 제82호선 (경기동로)                         | 용인시                    | 국도 제45호선 구간           | 처인구 이동읍                                              |
| 요덕교 송전1교                            |                                                            | 용인시                    | 국도 제45호선 구간           | 처인구 이동읍                                              |
| 송전 교차로 (송전육교)                    | 백옥대로 화산로                                            | 용인시                    | 국도 제45호선 구간           | 처인구 이동읍                                              |
| 비룡1교 비룡2교                           |                                                            | 용인시                    | 국도 제45호선 구간           | 처인구 이동읍                                              |
| 시미 교차로 (시미육교)                    | 백옥대로                                                   | 용인시                    | 국도 제45호선 구간           | 처인구 이동읍                                              |
| 원덕성교 덕성1교                          |                                                            | 용인시                    | 국도 제45호선 구간           | 처인구 이동읍                                              |
| 덕성 교차로 (덕성육교)                    | 백옥대로                                                   | 용인시                    | 국도 제45호선 구간           | 처인구 이동읍                                              |
| 원천 교차로 (원천육교)                    | 지방도 제318호선 (백자로) 구수동로 국가지원지방도 제84호선 | 용인시                    | 국도 제45호선 구간           | 처인구 이동읍                                              |
| 원촌교                                    |                                                            | 용인시                    | 국도 제45호선 구간           | 처인구 이동읍                                              |
| 남리교                                    |                                                            | 용인시                    | 국도 제45호선 구간           | 처인구                                                     |
| 대촌 교차로                               | 국도 제42호선 (신중부대로)                                 | 용인시                    | 국도 제42, 45호선 구간       | 처인구                                                     |
| 남리 교차로 신기마을입구삼거리 (남리육교) | 국도 제42호선 국도 제45호선 (백옥대로) 신기로              | 용인시                    | 국도 제42, 45호선 구간       | 처인구                                                     |
| 기선 교차로 (기선교)                      | 국가지원지방도 제57호선 동부로                             | 용인시                    | 미개통                       | 처인구                                                     |
| 마평 교차로 (마평육교)                    | 국도 제42호선 (중부대로) 신송로                            | 용인시                    |                              | 처인구                                                     |

## 주요 건물 및 시설
- BMW 부품보관센터 (경기도 안성시 양성면 남북대로 1842)